# Liste der Geotope im Landkreis Cloppenburg
Die Liste der Geotope im Landkreis Cloppenburg nennt die Geotope im Landkreis Cloppenburg in Niedersachsen. Einige dieser Geotope stehen zugleich als Naturdenkmal (ND) unter Schutz.
| Geotop-Nr. | Bezeichnung                                       | Ort                                                  | Bemerkung | Koordinaten                     | Bild |
| ---------- | ------------------------------------------------- | ---------------------------------------------------- | --- | ------------------------------- | ---- |
| 2912/08    | Dünengelände (Maiglöckchenwald)                   | W Scharrel, direkt E B 72                            | Geotoptyp: Dünengebiet. Höhe 6 m. Stratigraphie: Quartär-Holozän. Naturdenkmal ND-CLP 28. | 53° 4′ 5,1″ N, 7° 41′ 47,7″ O   |      |
| 2913/16    | Findling                                          | in Bösel, 125 m SE kath. Kirche                      | Geotoptyp: Findling. Länge 1,5 m, Breite 0,8 m, Höhe 6 m. Stratigraphie: Quartär-Pleistozän, Saale-Kaltzeit. Petrographie: Granit, runde Kanten, oben Grat, 1 glatte Seite. Naturdenkmal ND-CLP 93.                                                                 | 53° 0′ 15,8″ N, 7° 57′ 21,8″ O  |      |
| 3013/01    | Findling                                          | 4,2 km ESE Markhausen, Augustendorf, Straßengabelung | Geotoptyp: Findling. Länge 1,5 m, Breite 0,8 m, Höhe 6 m. Stratigraphie: Quartär-Pleistozän, Saale-Kaltzeit. Petrographie: Gneis, bunt, z. T. eckige Kanten, Frontseite relativ glatt, Rückseite mit unebenem Relief. Naturdenkmal ND-CLP 63.                       | 53° 0′ 21,6″ N, 7° 58′ 30″ O    |      |
| 3212/01    | 9 Findlinge + 17 neue Findlinge "Die Hünensteine" | in Löningen, Bahnhofsvorplatz                        | Geotoptyp: Findling. 3 Findlinge mit Maximaldurchmesser > 2 m, restliche < 2 m. Stratigraphie: Quartär-Pleistozän, Saale-Kaltzeit. Petrographie: 22 Granite, 2 Gneise, 2 Amphibolit Bruchstücke, 2 grünliche Gneise gehören zu einem Stück. Naturdenkmal ND-CLP 60. | 52° 44′ 9,6″ N, 7° 45′ 30,2″ O  |      |
| 3213/01    | Dünenzug                                          | 4 km NE Essen, direkt E Bartmannsholter Forst        | Geotoptyp: Dünenzug. elliptische Form, Durchmesser max. 500 m, min. 100 m. Stratigraphie: Quartär-Holozän. Petrographie: Fast Nord-Süd gerichteter Dünenzug 6–7 m hoch.                                                                                             | 52° 44′ 34,8″ N, 7° 59′ 20,4″ O |      |